# Horaga onychina
Horaga onychina är en fjärilsart som beskrevs av Otto Staudinger 1889. Horaga onychina ingår i släktet Horaga och familjen juvelvingar. Inga underarter finns listade i Catalogue of Life.